# آببر وولهمبتون (باركشير)
آببر وولهمبتون (بالإنجليزية: Upper Woolhampton)‏ هي قرية تقع في المملكة المتحدة في جنوب شرق إنجلترا.